# 長楽 (後燕)
長楽（ちょうらく）は、五胡十六国時代、後燕の君主慕容盛の治世で使用された元号。399年正月 - 401年7月。

## 西暦・干支との対照表
| 長楽 | 元年  | 2年   | 3年   |
| 西暦 | 399年 | 400年 | 401年 |
| 干支 | 己亥  | 庚子  | 辛丑  |